# Osmoxylon mariannense
Osmoxylon mariannense là một loài thực vật thuộc họ Araliaceae. Đây là loài đặc hữu của quần đảo Northern Mariana.